# Atletismo nos Jogos Pan-Americanos de 1991
As competições de atletismo nos Jogos Pan-Americanos de 1991 foram realizadas em Havana, em Cuba.

## Medalhistas
Masculino
| Evento                              | Ouro                                                                | Ouro     | Prata                                                                      | Prata    | Bronze                                                                                | Bronze   |
| ----------------------------------- | ------------------------------------------------------------------- | -------- | -------------------------------------------------------------------------- | -------- | ------------------------------------------------------------------------------------- | -------- |
| 100 metros detalhes                 | Robson da Silva BRA Brasil                                          | 10.32    | Andre Cason USA Estados Unidos                                             | 10.35    | Jeff Williams USA Estados Unidos                                                      | 10.48    |
| 200 metros detalhes                 | Robson da Silva BRA Brasil                                          | 20.15    | Kevin Little USA Estados Unidos                                            | 20.63    | Félix Stevens CUB Cuba                                                                | 20.76    |
| 400 metros detalhes                 | Roberto Hernández CUB Cuba                                          | 44.52    | Ian Morris TRI Trinidad e Tobago                                           | 45.24    | Jeff Reynolds USA Estados Unidos                                                      | 45.81    |
| 800 metros detalhes                 | Ocky Clark USA Estados Unidos                                       | 1:46.91  | Terril Davis USA Estados Unidos                                            | 1:46.99  | Tommy Asinga SUR Suriname                                                             | 1:47.24  |
| 1500 metros detalhes                | José Valente BRA Brasil                                             | 3:42.90  | Bill Burke USA Estados Unidos                                              | 3:43.04  | Dan Bertoia CAN Canadá                                                                | 3:43.71  |
| 5000 metros detalhes                | Arturo Barrios MEX México                                           | 13:34.67 | Ignacio Fragoso MEX México                                                 | 13:35.83 | Antonio Silio ARG Argentina                                                           | 13:45.15 |
| 10000 metros detalhes               | Martín Pitayo MEX México                                            | 29:45.49 | Ángel Rodríguez CUB Cuba                                                   | 29:54.41 | Juan Linares CUB Cuba                                                                 | 30:09.58 |
| Maratona detalhes                   | Alberto Cuba CUB Cuba                                               | 2:19:27  | José Santana BRA Brasil                                                    | 2:19:29  | Radamés González CUB Cuba                                                             | 2:23:05  |
| 110 metros com barreiras detalhes   | Cletus Clark USA Estados Unidos                                     | 13.71    | Alexis Sánchez CUB Cuba                                                    | 13.76    | Elbert Ellis USA Estados Unidos                                                       | 13.89    |
| 400 metros com barreiras detalhes   | Eronilde Nunes de Araújo BRA Brasil                                 | 49.96    | McClinton Neal USA Estados Unidos                                          | 50.05    | Torrance Zellner USA Estados Unidos                                                   | 50.21    |
| 3000 metros com obstáculos detalhes | Adauto Domingues BRA Brasil                                         | 8:36.01  | Ricardo Vera URU Uruguai                                                   | 8:36.83  | Juan Ramón Conde CUB Cuba                                                             | 8:37.53  |
| 4x100 metros detalhes               | CUB Cuba Leandro Peñalver Félix Stevens Jorge Aguilera Joel Lamela  | 39.08    | CAN Canadá Donovan Bailey Mike Dwyer Peter Ogilvie Everton Anderson        | 39.95    | ISV Ilhas Virgens Americanas Keith Smith Kevin Robinson Neville Hodge Derry Pemberton | 41.02    |
| 4x400 metros detalhes               | CUB Cuba Héctor Herrera Agustín Pavó Jorge Valentín Lázaro Martínez | 3:01.93  | USA Estados Unidos Gabriel Luke Jeff Reynolds Quincy Watts Clarence Daniel | 3:02.02  | JAM Jamaica Patrick O'Connor Howard Burnett Michael Anderson Seymour Fagan            | 3:02.12  |
| 20 km marcha atlética detalhes      | Héctor José Moreno COL Colômbia                                     | 1:24:56  | Joel Sánchez Guerrero MEX México                                           | 1:25:45  | Marcelo Palma BRA Brasil                                                              | 1:26:42  |
| 50 km marcha atlética detalhes      | Carlos Mercenario MEX México                                        | 4:03:09  | Miguel Ángel Rodríguez MEX México                                          | 4:04:06  | Edel Oliva CUB Cuba                                                                   | 4:16:27  |
| Salto em altura detalhes            | Javier Sotomayor CUB Cuba                                           | 2.35     | Troy Kemp BAH Bahamas                                                      | 2.32     | Hollis Conway USA Estados Unidos                                                      | 2.32     |
| Salto com vara detalhes             | Pat Manson USA Estados Unidos                                       | 5.50     | Doug Wood CAN Canadá                                                       | 5.35     | Ángel Luis García USA Estados Unidos                                                  | 5.20     |
| Salto em distância detalhes         | Jaime Jefferson CUB Cuba                                            | 8.26     | Llewellyn Starks USA Estados Unidos                                        | 8.01     | Iván Pedroso CUB Cuba                                                                 | 7.96     |
| Salto triplo detalhes               | Yoelbi Quesada CUB Cuba                                             | 17.06    | Anísio Silva BRA Brasil                                                    | 16.72    | Wendell Lawrence BAH Bahamas                                                          | 16.69    |
| Arremesso de peso detalhes          | Gert Weil CHI Chile                                                 | 19.47    | Paul Ruiz CUB Cuba                                                         | 19.30    | C.J. Hunter USA Estados Unidos                                                        | 19.08    |
| Lançamento de disco detalhes        | Anthony Washington USA Estados Unidos                               | 65.04    | Roberto Moya CUB Cuba                                                      | 63.92    | Juan Martínez CUB Cuba                                                                | 63.52    |
| Lançamento de martelo detalhes      | Jim Driscoll USA Estados Unidos                                     | 72.78    | Jud Logan USA Estados Unidos                                               | 70.32    | René Díaz CUB Cuba                                                                    | 68.36    |
| Lançamento de dardo detalhes        | Ramón González CUB Cuba                                             | 79.12    | Mike Barnett USA Estados Unidos                                            | 77.40    | Luis Lucumí COL Colômbia                                                              | 77.38    |
| Decatlo detalhes                    | Pedro da Silva BRA Brasil                                           | 7762     | Eugenio Balanqué CUB Cuba                                                  | 7726     | Sheldon Blockburger USA Estados Unidos                                                | 7363     |

Feminino
| Evento                            | Ouro                                                                           | Ouro     | Prata                                                                  | Prata    | Bronze                                                                                 | Bronze   |
| --------------------------------- | ------------------------------------------------------------------------------ | -------- | ---------------------------------------------------------------------- | -------- | -------------------------------------------------------------------------------------- | -------- |
| 100 metros detalhes               | Liliana Allen CUB Cuba                                                         | 11.39    | Chryste Gaines USA Estados Unidos                                      | 11.46    | Beverly McDonald JAM Jamaica                                                           | 11.52    |
| 200 metros detalhes               | Liliana Allen CUB Cuba                                                         | 23.11    | Ximena Restrepo COL Colômbia                                           | 23.16    | Merlene Frazer JAM Jamaica                                                             | 23.48    |
| 400 metros detalhes               | Ana Fidelia Quirot CUB Cuba                                                    | 49.61    | Ximena Restrepo COL Colômbia                                           | 50.14 AR | Jearl Miles USA Estados Unidos                                                         | 50.82    |
| 800 metros detalhes               | Ana Fidelia Quirot CUB Cuba                                                    | 1:58.71  | Alisa Hill USA Estados Unidos                                          | 1:59.99  | Celeste Halliday USA Estados Unidos                                                    | 2:01.41  |
| 1500 metros detalhes              | Alisa Hill USA Estados Unidos                                                  | 4:13.12  | Letitia Vriesde SUR Suriname                                           | 4:16.75  | Sarah Howell CAN Canadá                                                                | 4:17.55  |
| 3000 metros detalhes              | Sabrina Dornhoefer USA Estados Unidos                                          | 9:16.15  | María del Carmen Díaz MEX México                                       | 9:19.05  | Carmem de Oliveira BRA Brasil                                                          | 9:19.18  |
| 10000 metros detalhes             | María del Carmen Díaz MEX México                                               | 34:21.13 | Lisa Harvey CAN Canadá                                                 | 34:25.52 | María Luisa Servín MEX México                                                          | 34:55.94 |
| Maratona detalhes                 | Olga Appell MEX México                                                         | 2:43:36  | Maribel Durruty CUB Cuba                                               | 2:46:04  | Emperatriz Wilson CUB Cuba                                                             | 2:48:48  |
| 100 metros com barreiras detalhes | Aliuska López CUB Cuba                                                         | 12.99    | Odalys Adams CUB Cuba                                                  | 13.06    | Arnita Myricks USA Estados Unidos                                                      | 13.23    |
| 400 metros com barreiras detalhes | Lency Montelier CUB Cuba                                                       | 57.34    | Deon Hemmings JAM Jamaica                                              | 57.54    | Tonja Buford USA Estados Unidos                                                        | 57.81    |
| 4x100 metros detalhes             | JAM Jamaica Cheryl-Ann Phillips Dahlia Duhaney Beverly McDonald Merlene Frazer | 43.79    | CUB Cuba Liliana Allen Eusebia Riquelme Julia Duporty Idalmis Bonne    | 44.31    | USA Estados Unidos Chryste Gaines LaMonda Miller Anita Howard Arnita Myricks           | 44.62    |
| 4x400 metros detalhes             | USA Estados Unidos Jearl Miles Maicel Malone Natasha Kaiser Tasha Downing      | 3:24.21  | CUB Cuba Ana Fidelia Quirot Nancy McLeón Julia Duporty Odalmis Limonta | 3:24.91  | JAM Jamaica Inez Turner Vivienne Spence-Gardner Sandie Richards Cathy Rattray-Williams | 3:28.33  |
| 10 km marcha atlética detalhes    | Graciela Mendoza MEX México                                                    | 46:41.56 | Debbi Lawrence USA Estados Unidos                                      | 46:51.53 | Maricela Chávez MEX México                                                             | 47:44.73 |
| Salto em altura detalhes          | Ioamnet Quintero CUB Cuba                                                      | 1.88     | María del Carmen García CUB Cuba                                       | 1.85     | Jan Wohlschlag USA Estados Unidos                                                      | 1.80     |
| Salto em distância detalhes       | Diane Guthrie-Gresham JAM Jamaica                                              | 6.64     | Eloína Echevarría CUB Cuba                                             | 6.60w    | Julie Bright USA Estados Unidos                                                        | 6.53w    |
| Arremesso de peso detalhes        | Belsy Laza CUB Cuba                                                            | 18.87    | Connie Price-Smith USA Estados Unidos                                  | 18.30    | Ramona Pagel USA Estados Unidos                                                        | 17.76    |
| Lançamento de disco detalhes      | Bárbara Hechevarría CUB Cuba                                                   | 63.50    | Hilda Ramos CUB Cuba                                                   | 63.38    | Lacy Barnes USA Estados Unidos                                                         | 60.32    |
| Lançamento de dardo detalhes      | Dulce García CUB Cuba                                                          | 64.78    | Donna Mayhew USA Estados Unidos                                        | 58.44    | Herminia Bouza CUB Cuba                                                                | 56.70    |
| Heptatlo detalhes                 | DeDee Nathan USA Estados Unidos                                                | 5778     | Sharon Hanson USA Estados Unidos                                       | 5770     | Magalys García CUB Cuba                                                                | 5690     |

## Quadro de medalhas
| Posição | Nação                        | Gold | Silver | Bronze | Total |
| 1       | CUB Cuba                     | 18   | 12     | 12     | 42    |
| 2       | USA Estados Unidos           | 9    | 15     | 16     | 40    |
| 3       | MEX México                   | 6    | 4      | 2      | 12    |
| 4       | BRA Brasil                   | 6    | 2      | 2      | 10    |
| 5       | JAM Jamaica                  | 2    | 1      | 4      | 7     |
| 6       | COL Colômbia                 | 1    | 2      | 1      | 4     |
| 7       | CHI Chile                    | 1    | 0      | 0      | 1     |
| 8       | CAN Canadá                   | 0    | 3      | 2      | 5     |
| 9       | SUR Suriname                 | 0    | 1      | 1      | 2     |
| —       | BAH Bahamas                  | 0    | 1      | 1      | 2     |
| 11      | URU Uruguai                  | 0    | 1      | 0      | 1     |
| —       | TRI Trinidad e Tobago        | 0    | 1      | 0      | 1     |
| 13      | ISV Ilhas Virgens Americanas | 0    | 0      | 1      | 1     |
| —       | ARG Argentina                | 0    | 0      | 1      | 1     |